# Мульгі (мова)

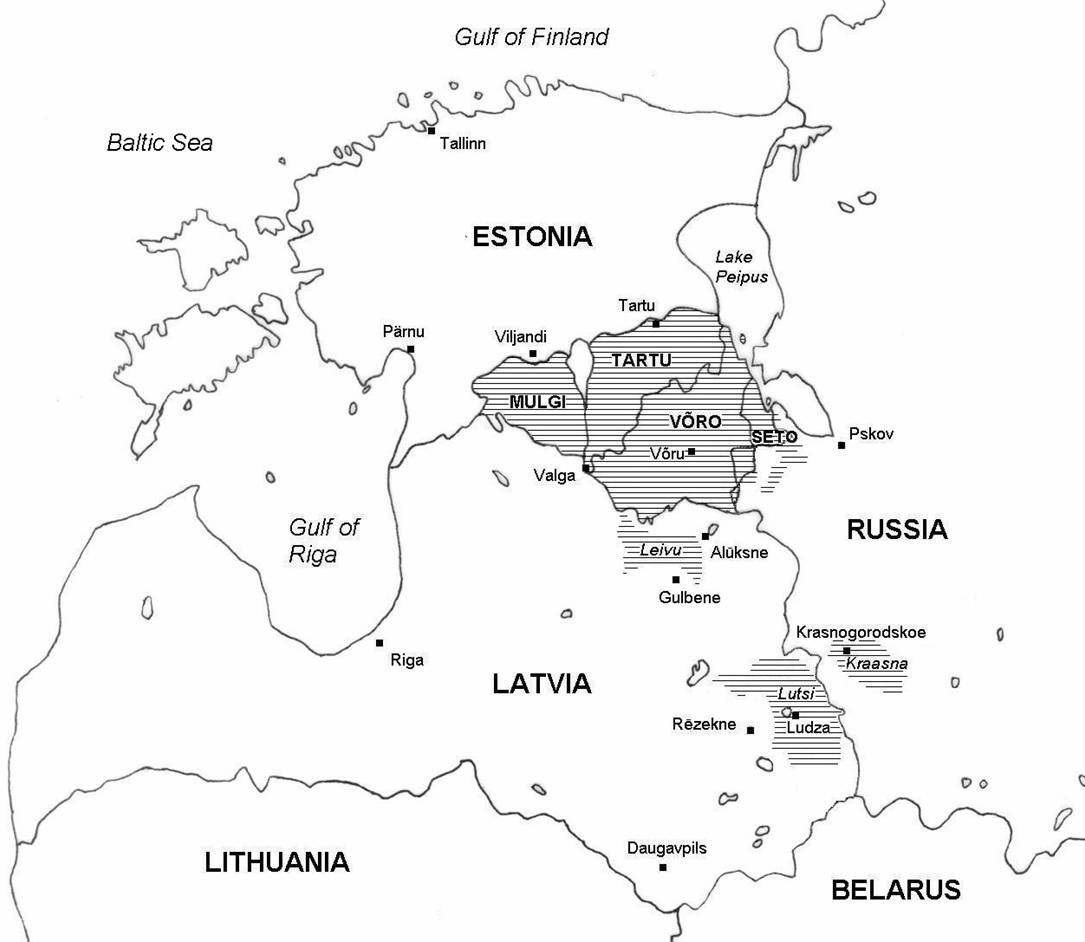
Сучасний ареад поширення південноестонських мов; мульгі, сету, тарту та виро.

Мова мульгі (ест. mulgi keel, самоназва mulgi kiil, іноді нім. Mulk) — старовинна регіональна мова Естонії, що входить до групи південноестонських мов. Згідно з іншими поглядами мова народу мульків вважається діалектом мульгі південноестонської мови або південноестонської групи діалектів естонської мови. На відмну від мов виро і сету, які мовознавці вважають окремими мовами, мова мулькі разом із подібною до неї мовою тарту все ж вважаються діалектами південноестонської мови.
За даними перепису населення Естонії 2011 року мова мульгі має 9698 носіїв переважно на півдні Естонії на територіях землі Мульгімаа (історичні парафії Гельме, Карксі, Галлісте, Тарвасту і Пайсту), у наш час розділених між повітами Вільяндімаа та Валґамаа. Головним містом Мульгімаа вважається Аб'я-Палуоя, де в одній із шкіл викладають мову мульгі.
Так само, як і всі інші уральські мови, мова мульгі є гендерно незорієнтованою, адже не має граматичної категорії роду. 

## Сучасний стан
Наразі мова мульгі не має офіційного статусу в Естонії. У 2004 році було створено урядову комісію, яка має займатися майбутньою позицією мови мульгі.
Єдиної письмової мови для мульгі не існує. Для розвитку мови і культури мульгі було створено Інститут культури мульгі (ест. Mulgi Kultuuri Instituut). За підтримки Товариства мульгі (ест. Mulkide Selts), що діяло у 1934–1940 рр. та діє нині з 1989 року, у 2004 році було видано хрестоматію мовою мульгі «Mulgi keelen ja meelen», авторами якої стали Сільві Вялйал та Лембіт Еельмяе; також було видано низку платівок із піснями та віршами. У 2012–2014 рр. Інститут культури мульгі видав три робочі зошити мовою мульгі; також мовою мульгі було видано низку книжок для дітей. 
З 2005 року в ефірі радіо ERR щотижня виходить програма новин мовою мульгі; чотири рази на рік Інститут культури мульгі з 2008 року видає газету «Üitsainus Mulgimaa», також подекуди виходить газета «Mulke Sõna» («Слово мульгі»). 
Мова мульгі відома передусім як мова поезії. Багата поезія мовою мульгі розглядається у констексті естонської діалектної поезії або південноестонської літератури. Передусім відомий як романіст Микола Батурін писав вірші мовою мульгі. Говорячи про літературу мульгі, також варто згадати таких старіших письменників, як Юган Кундер, Аугуст Кіцберг та Хендрик Адамсон. Книжки з віршами мовою мульгі також писав Лембіт Еельмяе. 